# 푸젠 자동차 그룹
푸젠 자동차 그룹(영어: Fujian Motors Group)은 중국 푸젠성에 본사를 둔 자동차 제조업체이다.

## 브랜드

### 하이거
중국 장쑤성 쑤저우에 본사를 둔 중국 버스 제조업체이며, 1998년에 설립되었다.

## 합작 브랜드

### 푸젠 벤츠
중국 푸젠성에 본사를 둔 경상용차 제조 회사로, 다임러AG, 푸젠 자동차 그룹 및 대만중국자동차회사, 푸젠 다임러의 첫 번째 제품군인 비아노 운송 차량의 시리즈 생산이 2010년 4월에 시작되었다.